# 반혼녀
"반혼녀"(返魂女, A Woman With Half Soul)는 한국에서 제작된 신상옥 감독의 1973년 영화이다. 이승룡 등이 주연으로 출연하였고 신태선 등이 제작에 참여하였다.

## 출연

### 주연
- 이승룡
- 리칭
- 고선애

### 조연
- 김무영
- 주영